# Magnus Lövdén
Magnus Lövdén, född den 6 juni 1970 i Lund, är en svensk elitseglare med internationella olympiska meriter.
Han började sin tävlingskarriär i Falsterbokanalens Båtklubb där han senare också skulle komma att hjälpa till att fostra kända seglare som t.ex. Peter Santén och Martin Strandberg. Magnus Lövdén flyttade sin träning till den större klubben Malmö Segel Sällskap och influerades stort av Pekko Svensson, Björn Johansson och även den holländske gästtränaren Henri van der Aat. Henri van der Aat är idag klubbdirektör för den holländska fotbollsklubben AFC Ajax. 1985 började Magnus Lövdén på Idrottsgymnasiet i Ängelholm under ledning av tränaren Anders Larzon. Lövdén deltog i flera mästerskap i Optimistjolle och E-jolle.
Under studier på Lunds universitet genomförde Lövdén en olympisk satsning i Tornado tillsammans med Mats Nyberg, meriterad seglare med flera OS i bagaget. Paret etablerade sig efter några års utveckling, bland annat under träning av Giorgio Zuccoli, Peter Jorisch och guldmedaljören Peter Sundelin, i den absoluta världstoppen med en 4:e plats på VM 1995, 4:e plats på EM 1995 och en 7:e placering på ISAF:s världsranking. OS i Atlanta 1996 inleddes med en tjuvstart och Mats Nyberg och Magnus Lövdén underpresterade med en 16:e plats.
1999 omkom Mats Nyberg i en lavin i Verbier och Magnus Lövdén och Martin Strandberg bestämde sig för att genomföra ett försök att kvalificera sig till OS i Sydney 2000. Med 12 månader kvar till OS inleddes en intensiv kampanj med bas i Sydney vilket lyckades och paret togs ut av förbundskapten Björn Johansson och Sveriges Olympiska Kommitté. När OS genomfördes var paret rankade 9:a i världen. Strandén och Lövdén placerade sig 12:a i OS-tävlingarna i Sydney.